# Ingo Wegener
Pour les articles homonymes, voir Wegener.
Ingo Werner Wegener (1950-2008) est un informaticien allemand qui travaille dans le domaine de l'informatique théorique. En 1990, il présente BottomUp-Heapsort (de), un algorithme de tri modifié qui trie en moyenne plus rapidement que le tri rapide bien connu.

## Biographie
Ingo Werner Wegener est né le 4 décembre 1950 à Brême.
Après avoir obtenu son diplôme d'études secondaires le 16 mai 1969 à Brême, Ingo Wegener commence des études de mathématiques et de sociologie  à l'université de Bielefeld, qu'il termine avec mention le 15 janvier 1976. Le titre de sa thèse est « Problèmes de recherche discrets ».
Wegener obtient son doctorat avec distinction en 1978 à Bielefeld sous la direction de Wolfgang Jakob Paul (de) et Rudolf Ahlswede. Le titre de sa thèse est « Fonctions booléennes dont la complexité monotone est presque quadratique ». Il obtient son habilitation le 5 février 1981 également à Bielefeld.
Du 1er octobre 1980 au 13 août 1987, il est d'abord professeur invité puis professeur C3 à l'université Johann Wolfgang Goethe de Francfort-sur-le-Main. Depuis le 14 août 1987, Ingo Wegener fait des recherches et enseigne à l'Université technique de Dortmund dans la chaire d'informatique 2 dans le domaine des algorithmes efficaces et de la théorie de la complexité.
En 1992, il est élu expert-réviseur en informatique théorique à la DFG. Il est confirmé dans ses fonctions en 1996 et l'occupe jusqu'en 2000. De 1996 à 2000, il est également président de la commission spécialisée en informatique.
De 1989 à 1991, il est porte-parole du « Département d'informatique théorique » de la Society for Computer Science (GI). Il est ensuite membre et vice-président du « Comité d'informatique théorique » jusqu'en 1994 et de 1994 à 1996, il est porte-parole du « Département d'informatique théorique » et membre du conseil d'administration du GI.
Wegener est également membre du « Jury fédéral mathématiques/informatique » du Jugend forscht (de) de 1989 à 1998 et le préside de 1993 à 1996 et de nouveau depuis 2003. De 1995 à 2001, il est président du comité de sélection du concours fédéral d'informatique et de 2002 à 2005, il est membre du conseil scientifique du « Centre international de rencontres et de recherche du château de Dagstuhl » (IBFI).
Depuis 2003, il publie la série de manuels « Guidelines for Computer Science ».
En 2000, il est élu porte-parole adjoint du Centre de recherche collaborative 531 et en 2004, porte-parole. Il est élu membre du Conseil scientifique pour la période électorale de 2004 à 2007. En février 2007, il est nommé au Conseil scientifique par le président fédéral Horst Köhler pour trois ans supplémentaires.
Wegener décède à Bielefeld dans la nuit du 26 au 27 novembre 2008.
L'héritage scientifique de Wegener se trouve dans les archives universitaires de l'Université technique de Dortmund.

## Prix et distinctions
Wegener reçoit plusieurs distinctions pour sa contribution à l'enseignement et à la recherche dans le domaine de l'informatique théorique.
- En 1994, l'Université de Dortmund lui décerne la « Médaille universitaire pour l'excellence de son enseignement ».
- Depuis 2001, il est membre de l'Académie des sciences et des arts de Rhénanie du Nord-Westphalie.
- Depuis 2002, il est membre de l'Académie allemande des sciences techniques (acatech).
- Depuis 2004, il est membre de l'Académie allemande des sciences naturelles Leopoldina.
- En 2004, il est honoré en tant que « GI Fellow » par la Society for Computer Science.
- En 2006, la Société pour l'informatique lui décerne la médaille Konrad-Zuse pour services rendus à l'informatique, la plus haute distinction en informatique en Allemagne[5].
- En 2007, la chaire d'Ingo Wegener reçoit la « Médaille universitaire pour l'excellence de l'enseignement » de l'Université de Dortmund.

## Publications
- (en) Ingo Wegener, Complexity Theory : Exploring the Limits of Efficient Algorithms, Springer, 2005, 308 p. (ISBN 978-3-540-21045-0, lire en ligne), p. 161.
- Ingo Wegener, The Complexity of Boolean Functions, John Wiley and Sons Ltd et B. G. Teubner, Stuttgart, 1987 (présentation en ligne)[6].
- Ingo Wegener, Branching Programs and Binary Decision Diagrams, Society for Industrial and Applied Mathematics, coll. « Discrete Mathematics and Applications », 1er janvier 2000, 408 p. (ISBN 978-0-89871-458-6, DOI 10.1137/1.9780898719789, lire en ligne)[7].
- Effiziente Algorithmen für grundlegende Funktionen (Algorithmes efficaces pour les fonctions de base), 1989, Teubner,  (ISBN 3519022761)
- Kompendium Theoretische Informatik – Eine Ideensammlung (Compendium d'informatique théorique - Une collection d'idées), 1996, BG Teubner Verlag,  (ISBN 3519021455)
- Theoretische Informatik – eine algorithmenorientierte Einführung (Informatique théorique – une introduction orientée algorithmique), 3e édition, 2005, BG Teubner Verlag,  (ISBN 3835100335)
- Komplexitätstheorie – Grenzen der Effizienz von Algorithmen (Théorie de la complexité - Limites de l'efficacité des algorithmes), 2003, Springer Verlag,  (ISBN 3540001611)